# Валчеле (Корбаска)
Валчеле (рум. Vâlcele) насеље је у Румунији у округу Бакау у општини Корбаска. Oпштина се налази на надморској висини од 222 m.

## Становништво
Према подацима из 2011. године у насељу је живело 537 становника.